# Triszkelion

Egy kőkorszaki formája

Triszkelion az amfreville-i sisakról

A triszkelion egy háromtengelyes szimmetriájú alakzat, ami spirális mintázattal van ellátva. Ez lehet akár egymásba kapcsolódó Arkhimédészi spirál, vagy behajlított láb is.
A hármas spirál Európában a bronzkortól kezdve előfordul, a vaskorban folytatólagosan, például a La Tène-kultúra emlékeiben, valamint a kelta leletekben. A jelenleg használt triszkelész szimbólum, ami három lábból áll, először az ősi görögök kultúrában bukkan fel, a kerámiaedények mintáiban. A klasszikus korszakban főleg a pénzérméken találkozhatunk vele. A Hellenizmus korában a szimbólum Szicíliával kapcsolatban bukkan fel. A legkorábbi megjelenése az I. (Szürakuszai) Dionysios alatt, időszámításunk előtt 382-ben vert érméken látható. Ugyanez a jelkép később a címertanban bukkan fel, például Man-szigetéében.
Habár a görög Τριςκελής (triszkelész – háromlábú dolog) ősi eredetű szó, a használata csak a 19. században terjedt el. Honoré Théodoric d'Albert de Luynes 1835-ben a francia triskèle szót használta, ezt 1886-ban Otto Olshausen triskeles formában vette át. A kicsinyítő képzős τριςκελιον (triszkelion) az angol numizmatikában jelenik meg először a 19. század végén. A három láb, mint a spirálok ellentéte, gyakran triszkelosz néven kerül említésre.

## Előfordulása az ősi Európában

### Neolitikumtól a bronzkorig

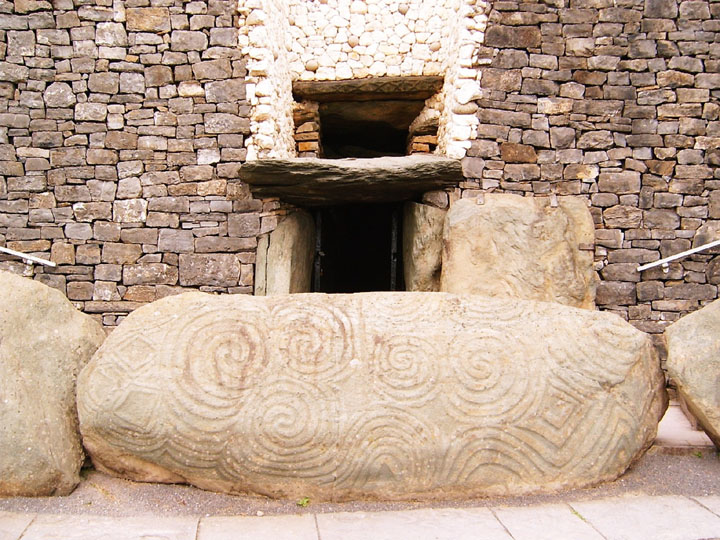
Triszkelion a newgrange-i sziklasír bejáratánál

A triszkelion sok korai kultúrában megtalálható. A legkorábbi emlékei a megalitikus máltai vésetek 4400-3600 évvel időszámításunk előttről, illetve a híres newgrange-i sziklasírokban található csillagászati naptár Írországban. Szintén megtalálható a mükénéi hajókon.
A neolit triszkelionnak háromszoros jelentősége lehetett a mögöttes képekhez képest, valószínűleg ezért karcolták a newgrange-i kövekbe is.

### A klasszikus antik korszak
A valódi, három láb alkotta triszkelész fiatalabb a tripla spirálnál. Elsőként a görög kerámiákon fordul elő,valamint a hoplita pajzsokon, végül érmék veretén. Egy nagyon korai példa egy attikai, az időszámításunk előtti 6. századból származó vizes köcsögön látható, itt Akhilleusz pajzsát díszítették vele. Megtalálható lükiai pénzérméken és pamphülai (Aspendos körül, 370-333 i. e.) pecsétnyomókon, valamint hasonlók kerültek elő Piszidia környékén is.
A triszkelész görög jelentése közvetlenül nem ismert. Duc de Luynes 1845-ben az alábbi szimbólumokkal együtt találkozott vele: sas, kakas, medúzafő, Perszeusz, három félhold, három gabonakalász és három szem gabona. Ebből rekonstruálta az istennők hármasát, amit "hármas istennő" alakként Hekatéval azonosított.

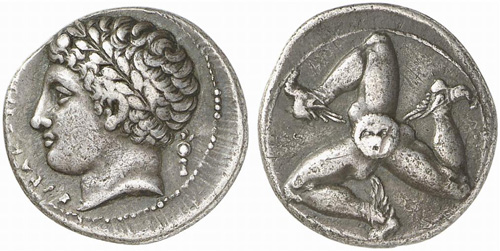
Ezüst drachma Agathocles, Szürakúza türannosza és Szicília király korából. Az előlapon Árész isten babérkoszorús feje, a hátlapon a triszkelész látható a medúzafővel középütt. Az érme felirata ΣΥΡΑΚΟΣΙΩΝ (SZÜRAKOSZIÓN)

Szürakúza uralkodói állami jelképpé emelték a triszkeliont, feltehetően Szicília ókori görög neve (τρινακρία – hármas földrész) okán. A három lábat itt egy medúzafő fogja össze, ez jelenik meg a sziget jelenlegi zászlajában is.

### Róma és a kései ókor
A hármas spirál a kései vaskorszakban is megtalálható, például a Castro kultúra településein Galíciában és Észak-Portugáliában. Itt főleg kőbe vésett formában találkozunk vele. Írországban az 5. századi kelta kereszténység átvette a szimbólumot, és a hármas alakzat okán a Szentháromsággal azonosította.

## Középkor
A hármas spirál díszítőelemként található meg a gótikus építészetben, ugyanakkor a címereken meglehetősen ritkán fordul elő. Jelentősebb megjelenése a Man-szigeti királyok címerében és Füssen város pecsétjében van.

## Modern idők

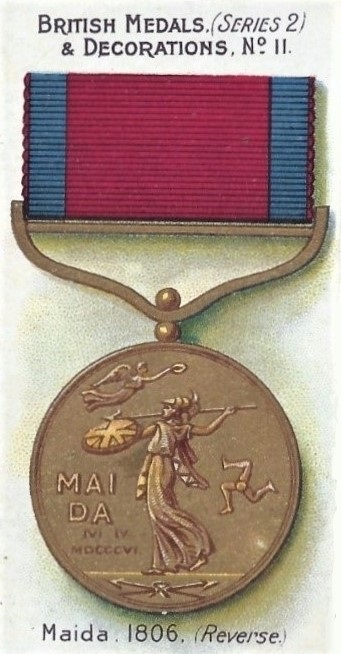
A maidai csata emlékére alapított kitüntetés hátlapja, jobb oldalon a triszkelionnal

Elsőként 1806-ban jelent meg a triszkelion, méghozzá a Maidai csata után alapított kitüntetésen. Ezt őrnagyi rangtól felfelé lehetett kiérdemelni. 1848-ban Szicília zászlójában is megjelent a szimbólum, majd ezt a későbbi verziók is megtartották, beleértve a 2000-ben elfogadott hivatalos változatot is. Man-sziget zászlajában is megjelent 1932-ben a triszkelész, mint három lábból alkotott szimbólum.
Az eredeti spirális formát egyes újpogány csoportok és újjáalkotott többistenhitű közösségek használják. Mint "kelta  szimbólum", főleg a különféle, magukat a kelta népektől eredeztető szinkretista és újpogány vallási csoportoknál van kiemelkedő használata, de más esetekben is lehet vele találkozni. A triszkelion-spirál a Kelta rekonstrukcionista újpogányság fő szimbóluma, mivel hitük szerint a Kozmosz és a hitviláguk hármas osztatát jelképezni. Ezen túl Manannán mac Lir isten jelképe is.
A további felbukkanásai nagyjából a "kelta" eredetre alapoznak. Ilyen például a breton En Avant de Guingamp labdarúgócsapat címere, amit a brit zászlóból, a csapat színeiből és egy triszkelionból alkottak meg. Szintén egy triszkelion az alapja az ír légierő körcímerének.
Ezen túl a triszkelion felbukkan a Trisquel Linux logójában, az Egyesült államok Szállítási Minisztériumának pecsétjén, illetve az RCA Spider adapterén (amit azóta a zenebarátok népszerűsítenek mint saját szimbólumot. A búr nacionalista párt, az Afrikaner Weerstandsbeweging a nácik által használt szvasztikát lecserélte egy hetesekből álló triszkelionra. Szintén a triszkelionból eredeztethető szimbólum bukkant fel 2012-ben egyes BDSM közösségekben is. A szimbólum megjelenik a Star Trek első sorozatában is. A második évad 16. epizódjának már a címe is "A triszkelion játékosai". A Marvel Comics világában a S.H.I.E.L.D. hírszerző ügynökség a Triskelion nevű épületben székel. A szimbólum megjelenik a kelta hagyományokból merítő Teen Wolf – Farkasbőrben sorozatban. Hasonló okokból a Merlin sorozatban a druidák szimbólumaként láthatjuk. A Nanatsu no Taizai című anime-ban is felbukkan.

## A természetben
A klatrin fehérje alakja a triszkeliont idézi. A Tribrachidium nevű Ediakara-korú élőlény fosszíliái is ilyen alakot öltenek.

## Galériák

### Antikvitás

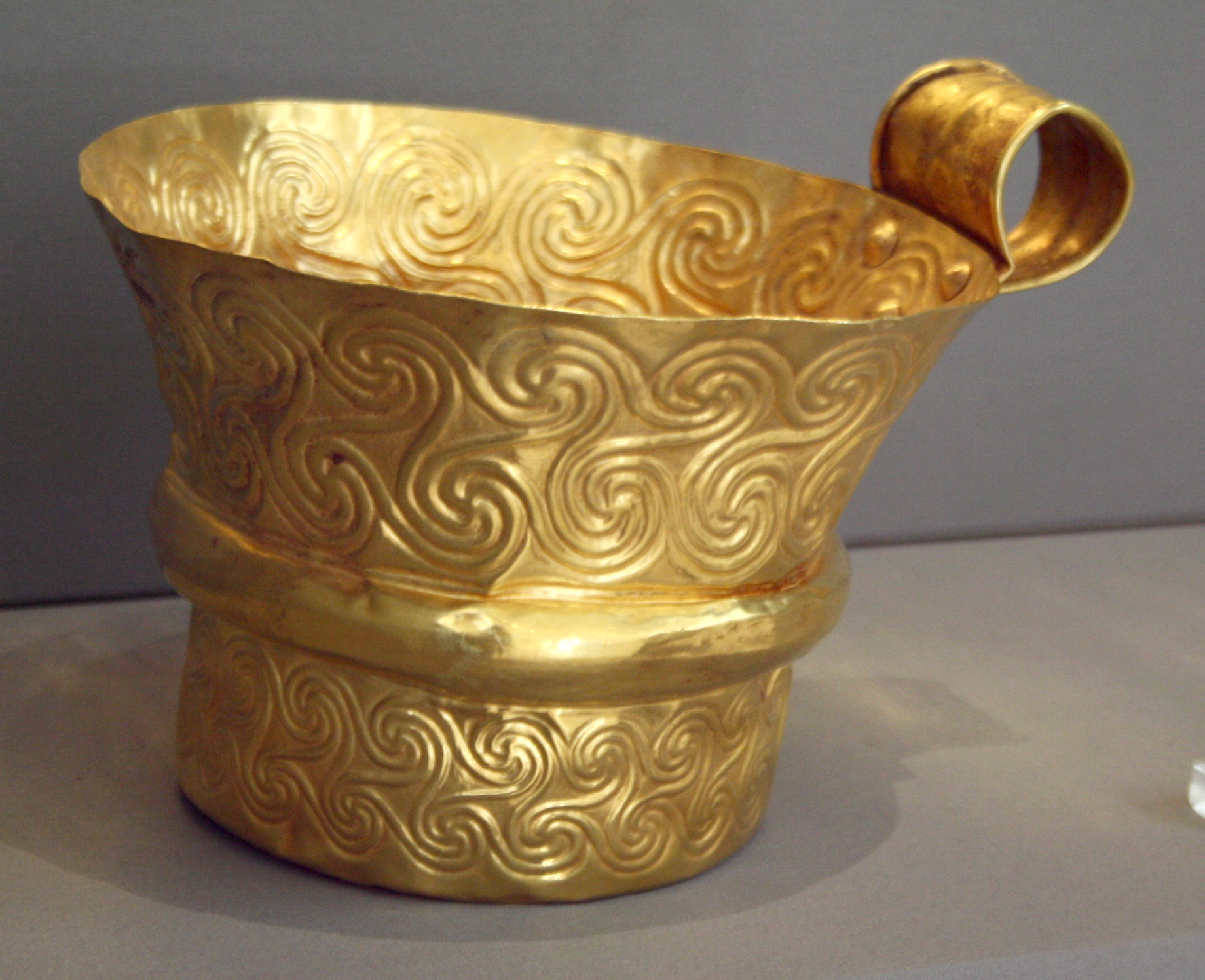
Triszkelion díszítésű mükénéi aranykupa az athéni Nemzeti Régészeti Múzeumban
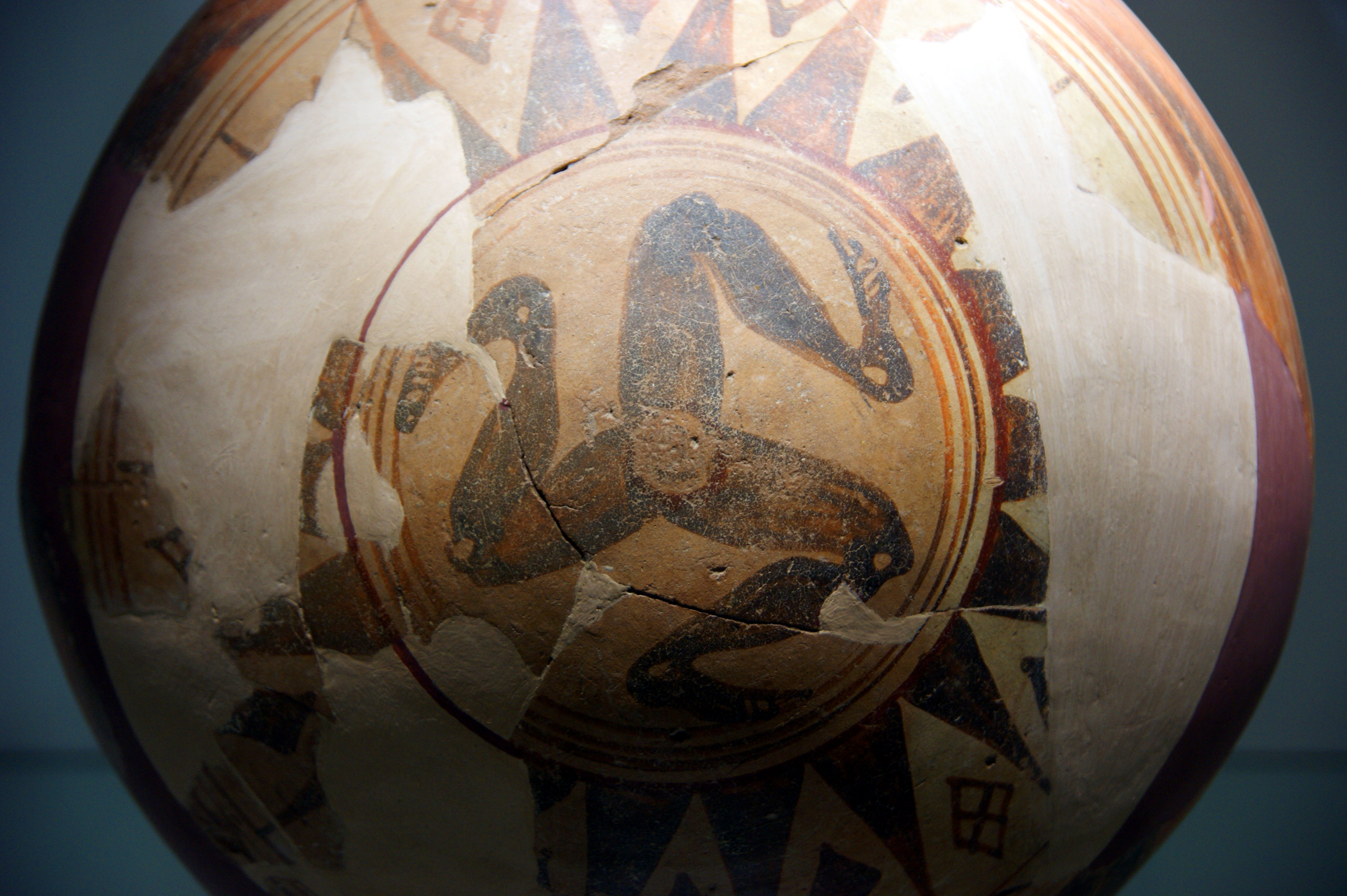
Szilíciai triszkelion az agrigentói régészeti múzeumban
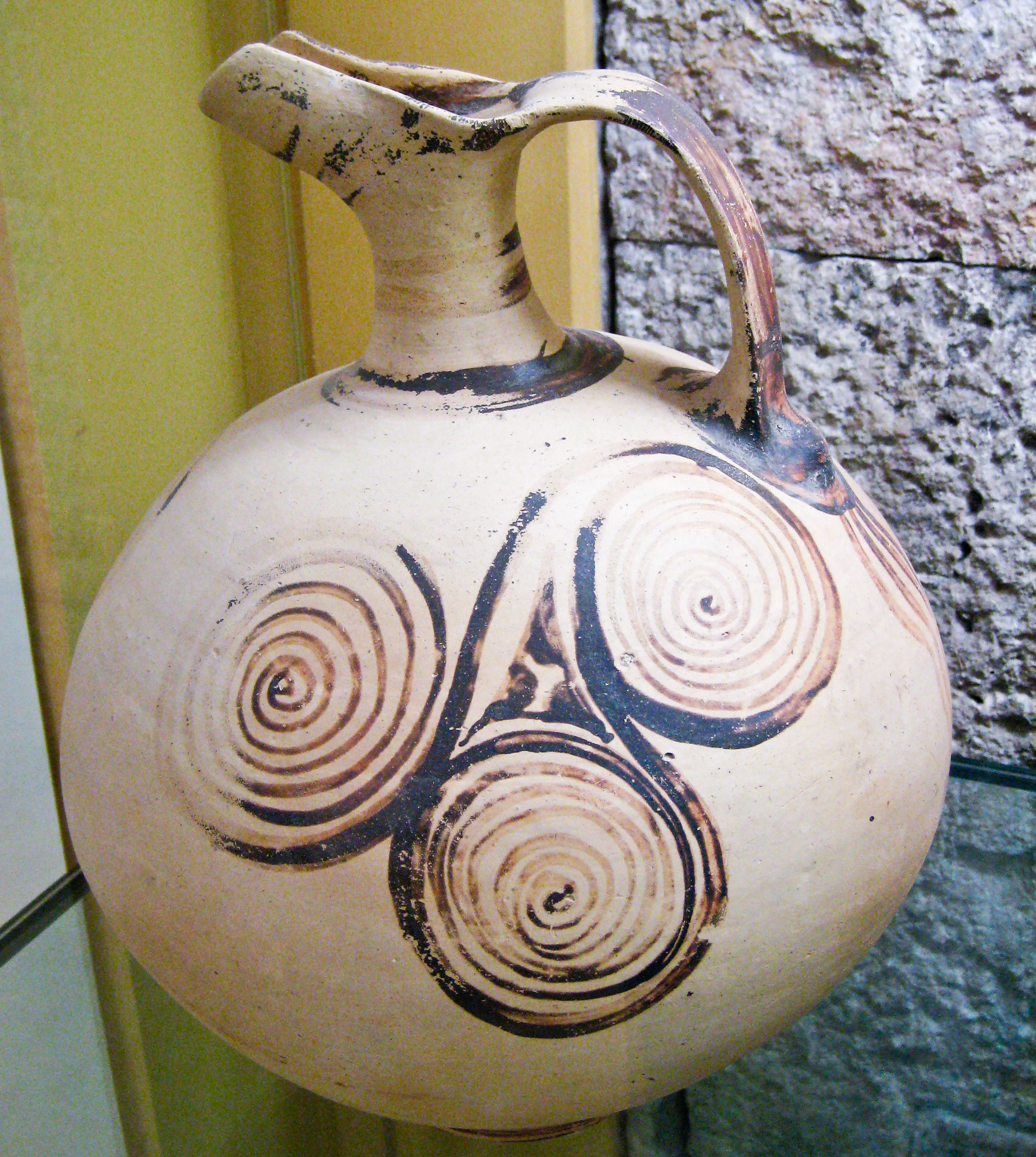
Késő hellén égetett köcsög hármas spirállal (i.e. 14. század)
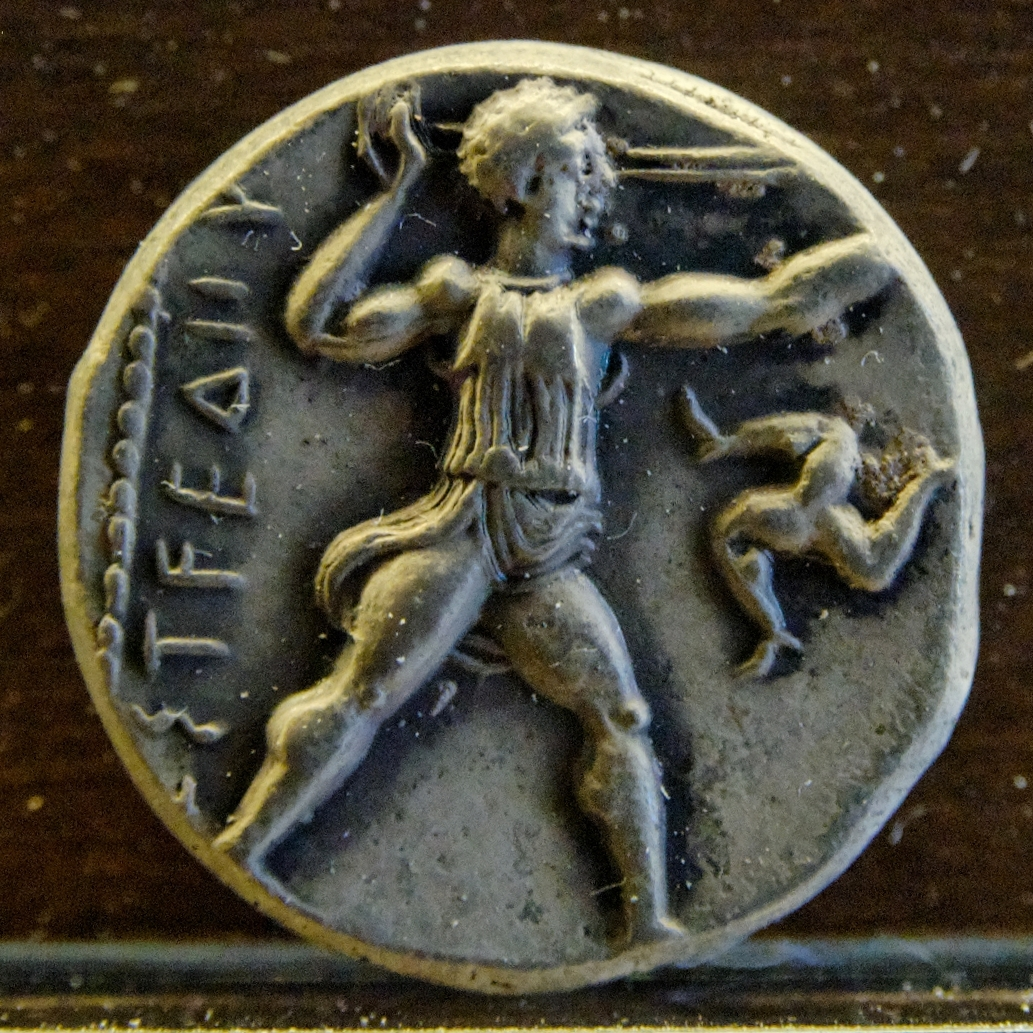
Görög ezüstérem, balján csúzlis harcossal, jobb oldalon triszkelionnal (Aspendos, Pamfília, i.e. 4. sz)
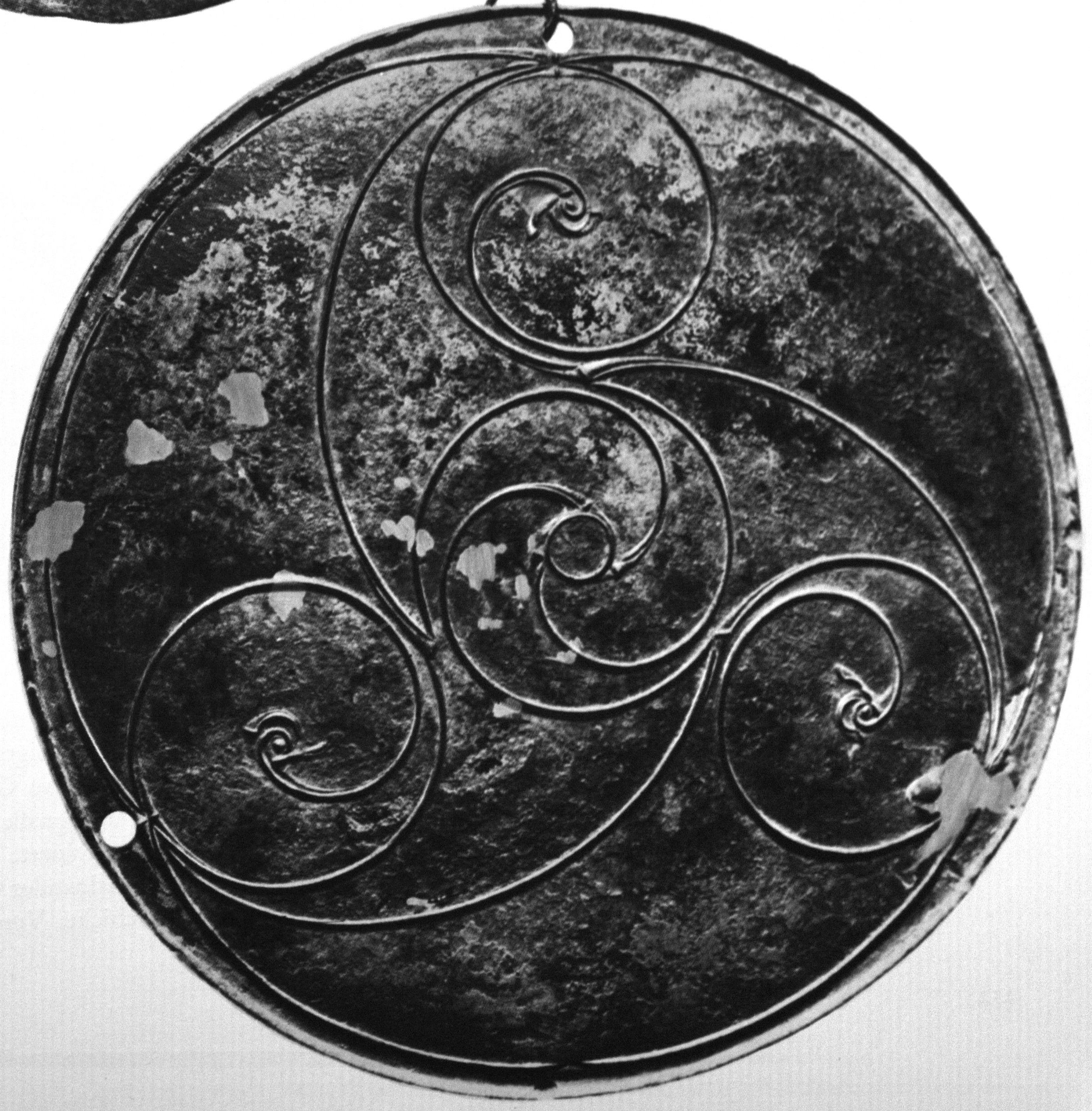
Vaskori kelta bronzdiszkosz stilizált madárfejek alkotta triszkelionnal, közepén örvvel (Longban sziget, Derry)
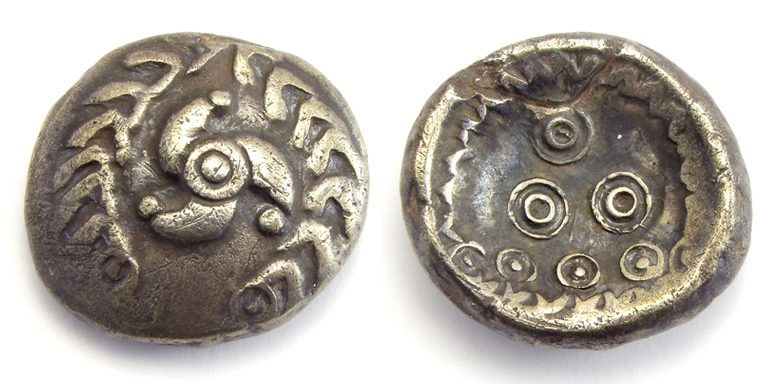
"Szivárvány csésze" a La Téne kultúrából
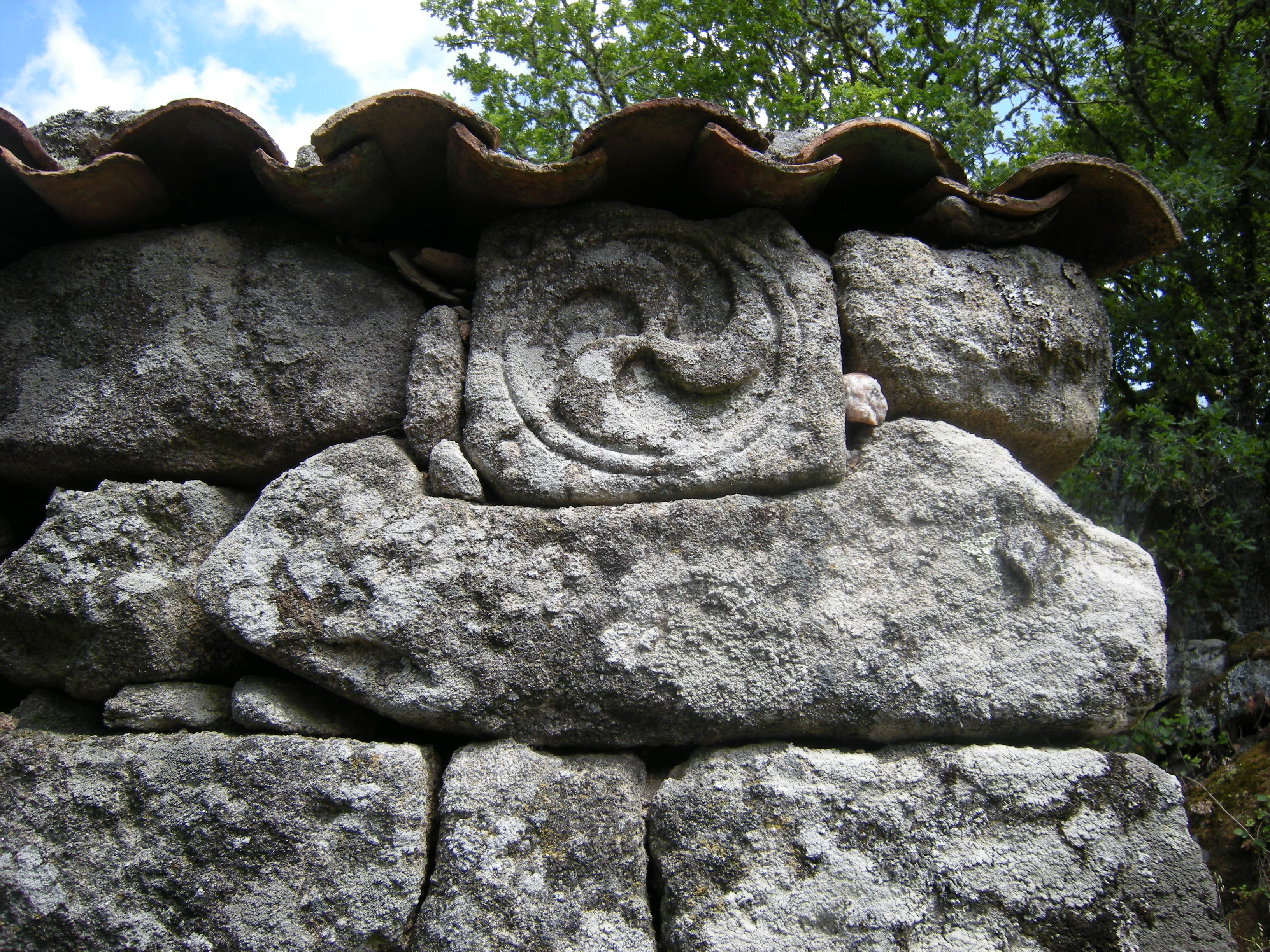
Egy fészer falában újrahasznosított kő triszkelionnal a vaskori Castro kultúrából (Airavella, Allariz, Galicia)
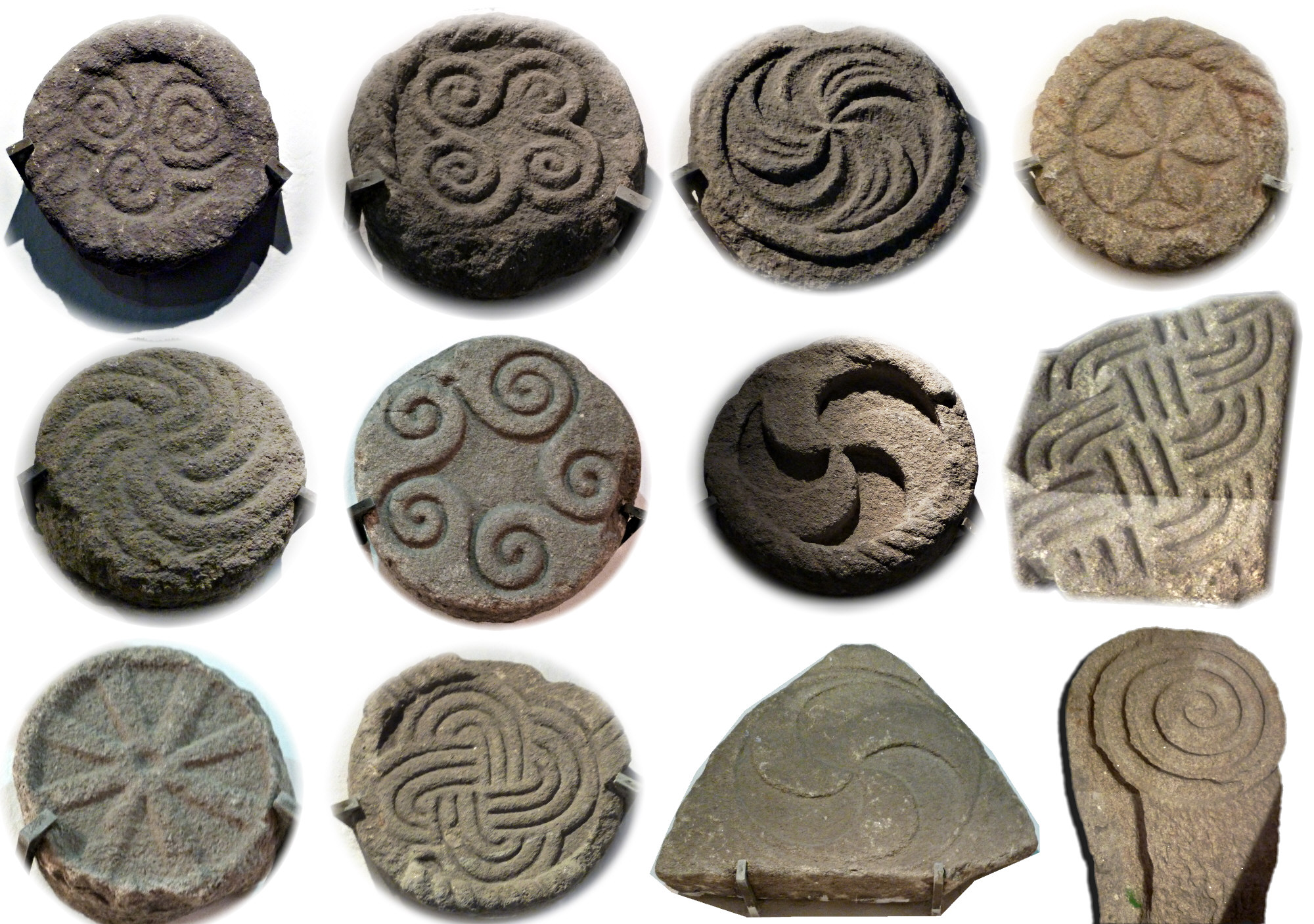
Vésetek Galíciából (kései La Téne vagy korai Román időszak)
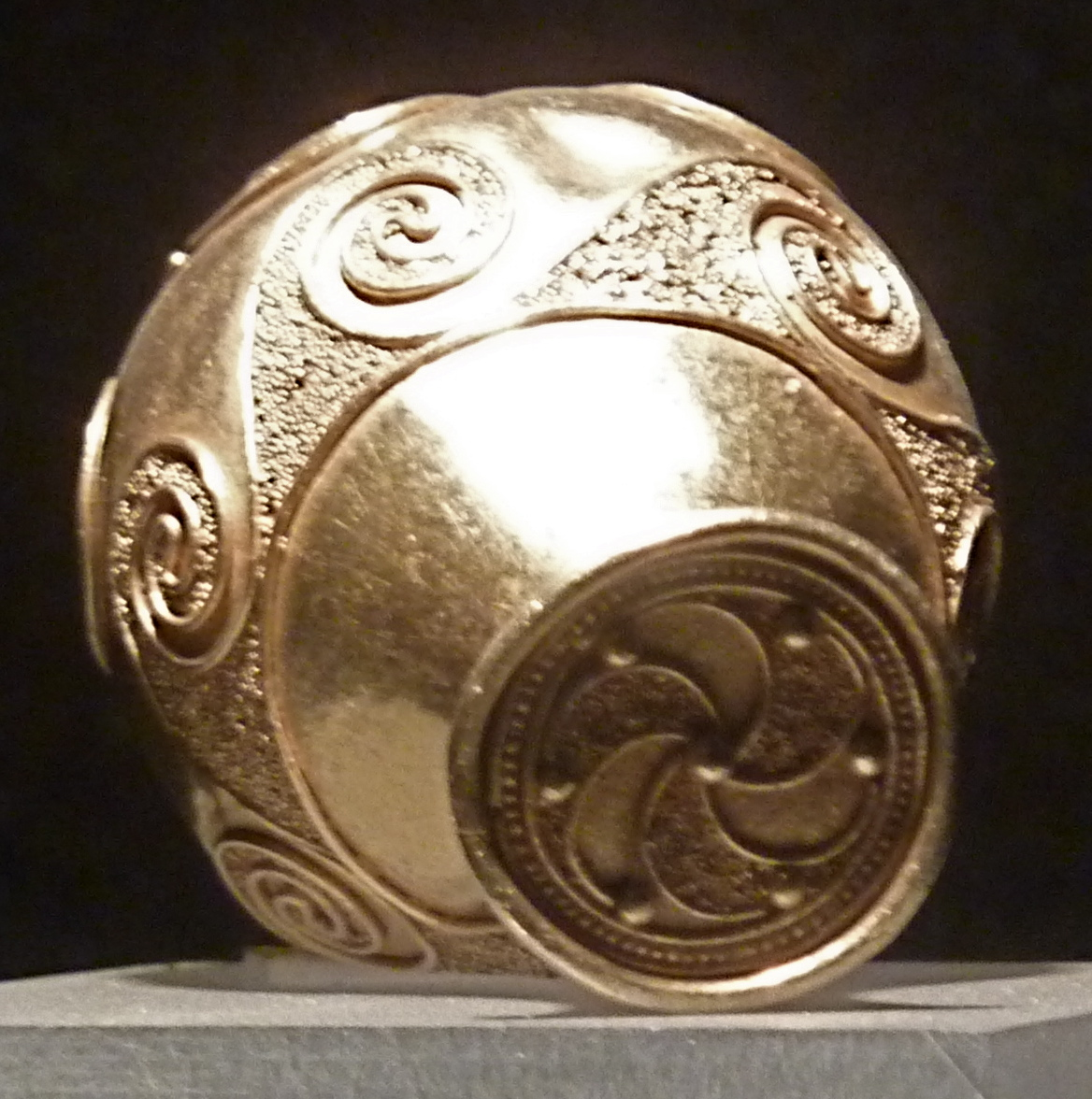
Triszkelion és spirálok egy galíciai nyaklánc végén

### Középkori építészet

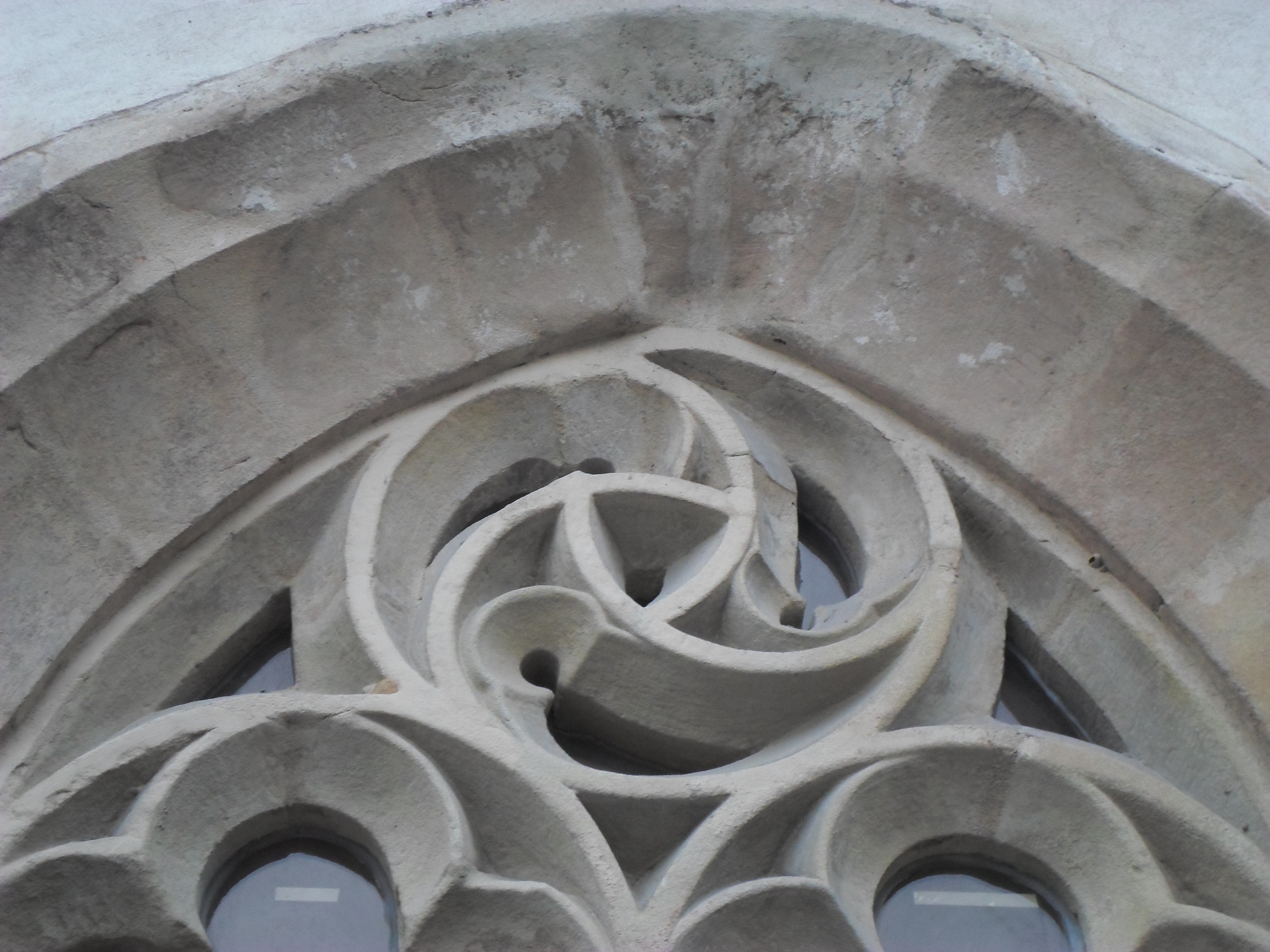
Triszkelész, Saint-Marcellin
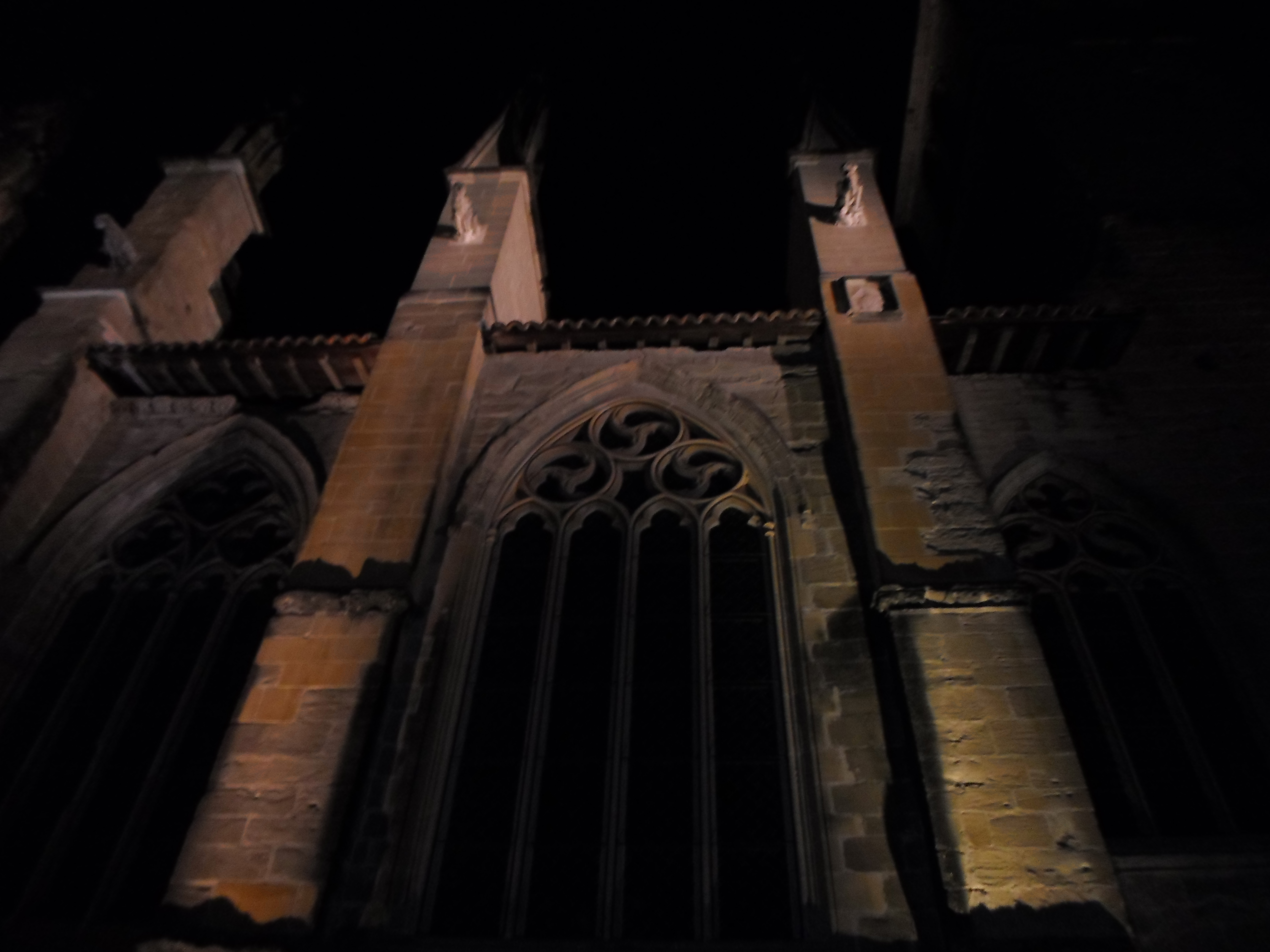
Saint-Antoine-l'Abbaye apátság templomának triszkelionja
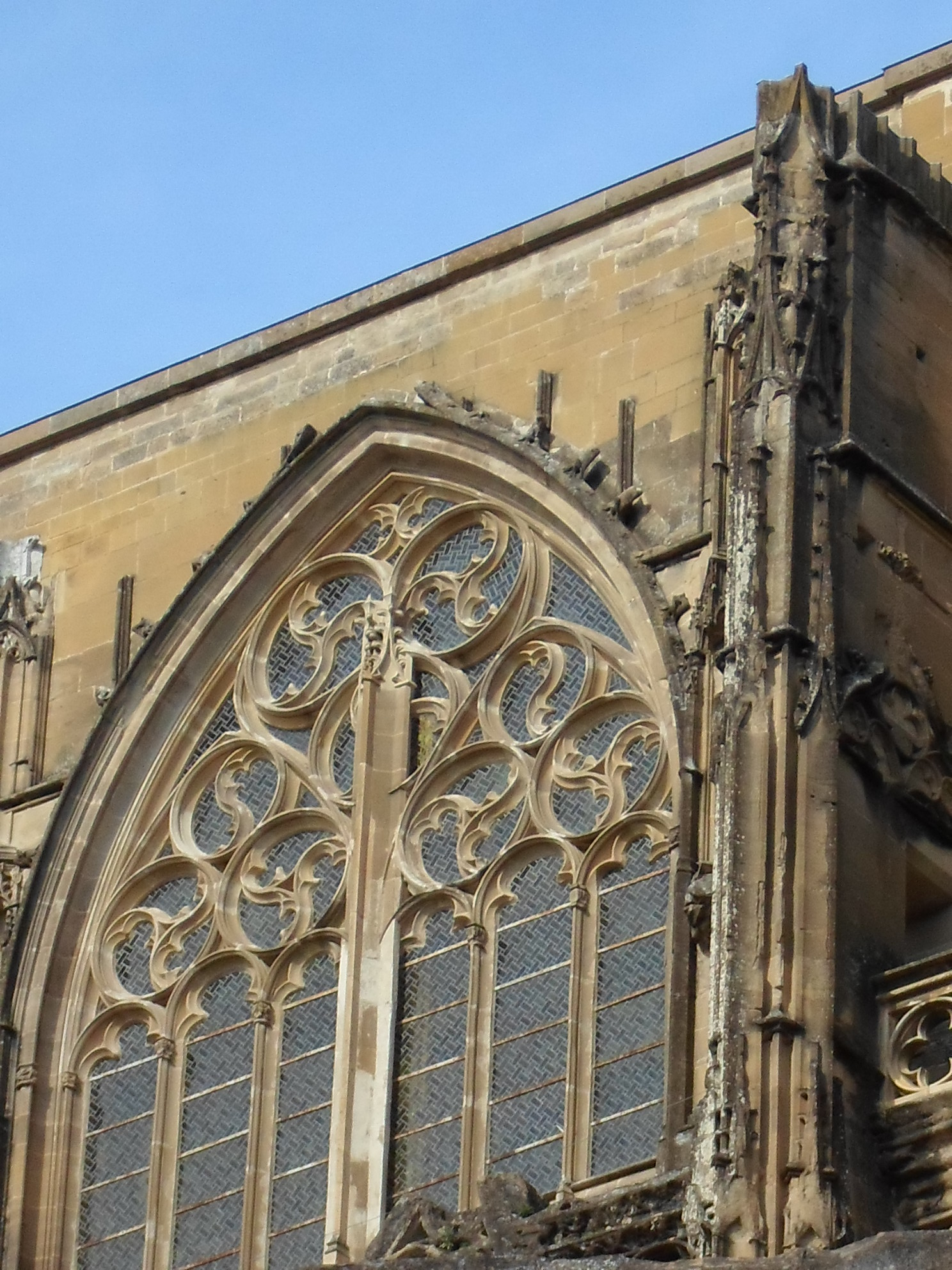
Az apátság elölről, 2 triszkelion és egy biszkelion
Triszkelion templomüvegeken

### Modern zászlók és emblémák

Man sziget zászlaja
Szicília zászlaja a triszkelionnal és a gorgófővel
Füssen címere a döntött végtagokkal
A triszkelész modern értelmezése az Ír Légierő körjelzésén
Ust-Orda Buryat Okrug zászlaja
Ingushetia zászlaja
Az Egyesült Államok szállítmányozási minisztériumának pecsétje
Antahkarana - számítógépek védelme a rádióhullámoktól

## Fordítás
Ez a szócikk részben vagy egészben  a   Triskelion című angol Wikipédia-szócikk ezen változatának fordításán alapul.  Az eredeti cikk szerkesztőit annak laptörténete sorolja fel. Ez a jelzés csupán a megfogalmazás eredetét és a szerzői jogokat jelzi, nem szolgál a cikkben szereplő információk forrásmegjelöléseként.